# Niente (Wanda-Album)
Niente ist der Titel eines Musikalbums der österreichischen Rockband Wanda. Es ist das dritte Album der Band und erschien am 6. Oktober 2017 bei Vertigo Records.

## Produktion
Im September 2015, kurz vor der Veröffentlichung des zweiten Albums (Bussi), sagte Sänger Wanda in einem Interview dem Musikexpress, dass das dritte Album fast fertig sei. Tatsächlich wurde das Album im Oktober 2017 veröffentlicht.
Wanda sagte nach Veröffentlichung, Niente stünde „eher für die Zwischentöne und das Einsame. Hier versucht einer, über sich selbst zu singen. Und er scheitert natürlich, logischerweise vollkommen.“ Manuel Christoph Poppe äußerte sich zum Album, „bei Amore haben wir die Angst definiert, bei Bussi haben wir sie angenommen und bei Niente zerstören wir sie. Wir lösen sie auf.“

## Artwork
Auf dem Cover sind die fünf Bandmitglieder zu sehen, die vor der Müllverbrennungsanlage Spittelau posieren.

## Titelliste
1. Weiter, weiter (3:55)
2. Columbo (3:55)
3. 0043 (3:21)
4. Lieb sein (4:24)
5. Wenn du schläfst (2:30)
6. Schottenring (2:38)
7. Lascia mi fare (3:40)
8. Das Ende der Kindheit (2:12)
9. Café Kreisky (2:51)
10. Einfacher Bua (3:05)
11. Ein letztes Wienerlied (3:15)
12. Ich sterbe (5:18)

Anmerkungen:
- „Columbo“ bezieht sich auf die gleichnamige Krimiserie
- „0043“ ist die Internationale Telefonvorwahl für Österreich
- der „Schottenring“ ist ein Abschnitt der Wiener Ringstraße
- „Lascia mi fare“ ist italienisch, korrekt wäre Lasciami fare, und bedeutet auf Deutsch „lass mich“
- das Café Kreisky ist ein Café in der Wiener Siebensterngasse
- ein Wienerlied stammt aus Wien und hat die Stadt zum Thema oder besingt etwas „charakteristisch Wienerisches“

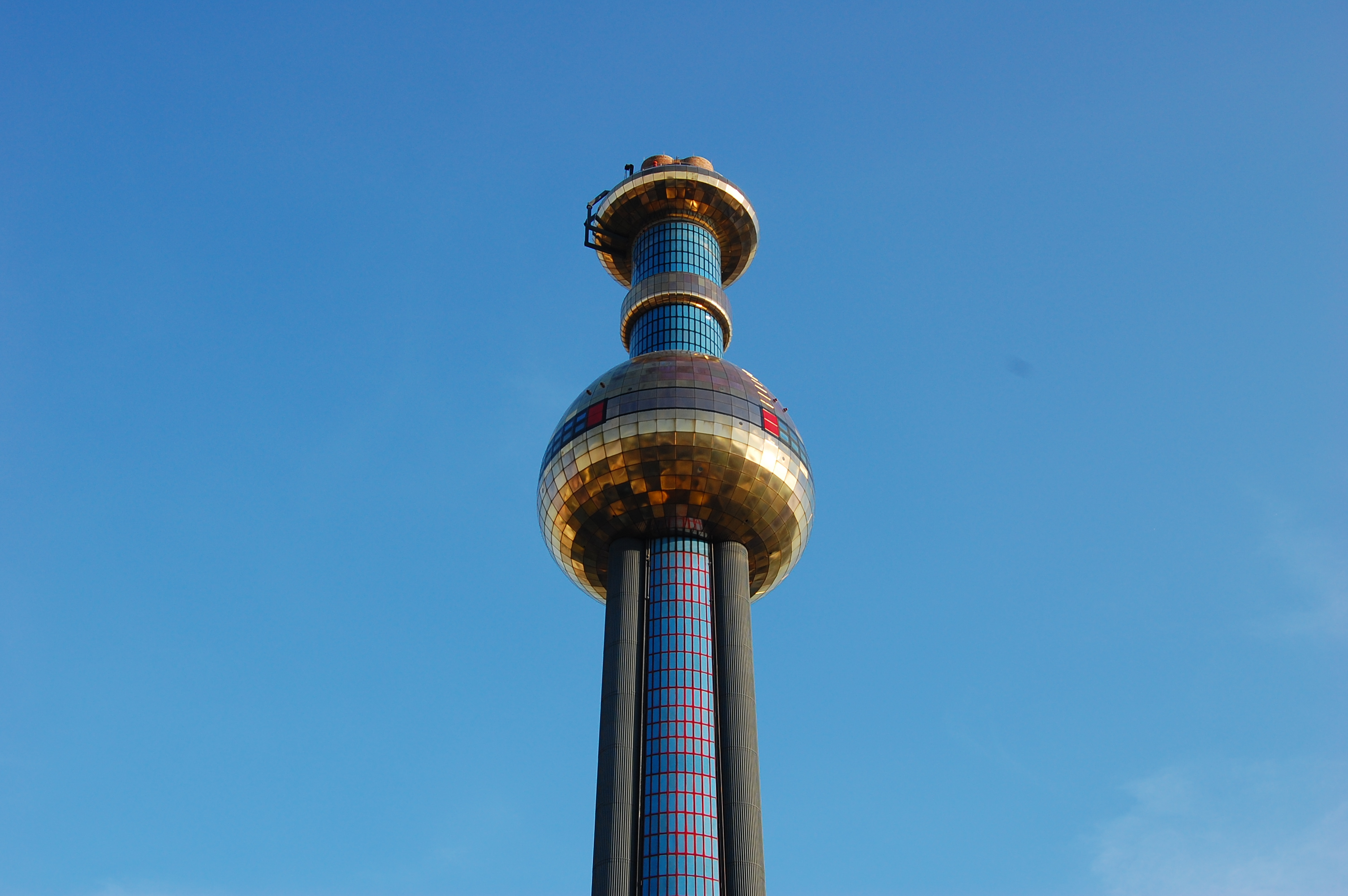
Der Turm der Müllverbrennungsanlage Spittelau bildet den Hintergrund auf dem Cover des Albums Niente von Wanda.

## Singleauskopplungen
Vor Veröffentlichung des Albums wurden die Singles 0043 (21. Juli 2017) und Columbo (25. August 2017) veröffentlicht. Die Single Lascia mi fare kam am 3. November 2017 auf den Markt. In den Charts war 0043 eine Woche vertreten und stand dort auf Platz 63, Columbo blieb 33 Wochen in den Charts und erreichte Platz 1. Die Single Lascia mi fare war eine Woche in den Charts und stand dabei auf Platz 68.

## Musikvideos
Zu einigen Liedern des Albums wurden Musikvideos veröffentlicht.
Im Video zur Single 0043 sind die Bandmitglieder im schon seit dem ersten Album Amore bekannten weißen PKW Mercedes unterwegs; in einem Wald kuscheln sie sich an große Dinosaurierfiguren. Als Drehort diente dafür auch der Styrassikpark in Bad Gleichenberg. Darsteller sind auch Marcel Mohab, Florian Bayer und Philipp Glockner.
Das zweite veröffentlichte Video war das zur Single Columbo. Die Bandmitglieder werden in verschiedenen Situationen mit Frauen gezeigt. Regie führte Jasmin Baumgartner. Gedreht wurde in der Gemeinde Eisenerz, am Erzberg und auf einem Schiff der DDSG Blue Danube. Darsteller sind auch Lili Epply, Tini Heimer, Emeli Steinbacher, Martina Dundler, Rafael Haider, Friedrich Seeber und Otto.
Das Video zur Single Lascia mi fare zeigt Gitarrist Manuel Poppe auf den Straßen Wiens; Sänger Marco Wanda, der teilweise Handschellen trägt, singt dazu. Durch das Bild fährt die schon aus dem Video zu Meine beiden Schwestern vom Album Bussi bekannte, dem Phantom der Oper ähnliche Figur. Regie führte Florian Senekowitsch.

## Tournee
Mit den Songs des Albums gingen die Musiker wieder auf Tournee. Geplant waren 17 Konzerte im Frühjahr 2018 in Deutschland, Österreich und der Schweiz. Dabei spielten sie in größeren Hallen; so war wie schon auf der Tournee 2016 auch bei der Niente-Tour die Wiener Stadthalle ausverkauft.
Keyboarder Christian Hummer musste die Tour aufgrund eines ausheilenden Hörsturzes absagen.

## Rezeption

### Rezensionen

#### Album
Sven Kabelitz schrieb zum Album auf laut.de, Niente biete textlich nichts Vergleichbares zu den beiden Vorgängeralben, er sieht nur „Selbstzitate und Ödnis“. Die Band habe zwar erkannt, dass eine musikalische Änderung nötig war, um nicht stillzustehen, aber keine Lösung gefunden.
Für den Rolling Stone schreibt Ralf Niemczyk, Niente bringe „noch mehr Krawall, Italobrecher und Austropop von den Wienern“. Die Band wolle „eisern durchhalten gegen die Kritiker, die Sänger Marco M. Wanda für eine Wiedergeburt von Hans Hartz halten“.
Im österreichischen Sender FM4 fasste Boris Jordan zusammen, „Wanda sind wohl nachdenklicher, aber nicht weniger überschwänglich“. Er sieht das Album als ein ganz tollen Wurf, „wenn auch auf einer weniger naheliegenden Ebene“. Wanda würden „in eine selbstbezügliche, nachdenkliche und nostalgische Phase“ eintreten.

#### Singles
0043 war die erste Single, die veröffentlicht wurde. Der Musikexpress zeigte sich überrascht, der Song habe „mit Wandas bisheriger bierseliger Rockmusik nicht viel gemein“. Der Rezensent von laut.de sieht im Song Café Kreisky einen „wehmütigen Track mit stimmungsvollem Aufbau und geschickt eingesetztem Gitarrensolo“, aber „Arbeitsverweigerung“ angesichts der wenigen Textzeilen. Die Single Columbo zählt er zu den wenigen halbwegs herausragenden Stücken, Einfacher Bua dagegen sei eher ein „Festzelt-Schlager zum Mitschunkeln“. Eine weitaus interessantere Richtung macht er bei Ein Letztes Wienerlied und 0043 aus. In Ich sterbe hörte der Kritiker der Zeit „raumgreifend ausholende Streicher, dazu psychedelisch wabernde Gitarren, mehr Letzter-Walzer- als Noch-ein-Drink-Stimmung“. Vom Rezensenten des FM4 wird der Song 0043 als der musikalisch-kontemplativste gesehen. Mit dem Schlager Weiter, weiter wiederum würden Wanda mit jenen, die ihnen „Schlager“ vorwerfen, spielen, und gleichzeitig jene, die „gut mit Schlager können“ verstören.

## Kommerzieller Erfolg

### Chartplatzierungen
Mit dem Album und der Single Columbo war die Band gleichzeitig auf Platz eins der österreichischen Charts.
| ChartsChartplatzierungen | Höchstplatzierung | Wochen |
| ------------------------ | ----------------- | ------ |
| Deutschland (GfK)        | 5 (14 Wo.)        | 14     |
| Österreich (Ö3)          | 1 (77 Wo.)        | 77     |
| Schweiz (IFPI)           | 6 (3 Wo.)         | 3      |

| ChartsJahrescharts (2017) | Platzierung |
| ------------------------- | ----------- |
| Österreich (Ö3)           | 5           |

| ChartsJahrescharts (2018) | Platzierung |
| ------------------------- | ----------- |
| Österreich (Ö3)           | 10          |

### Auszeichnungen für Musikverkäufe
Das Album erreichte in Österreich bereits nach der ersten Verkaufswoche in Österreich Goldstatus und letztlich dreifachen Platinstatus.
| Land/Region       | Auszeichnungen für Musikverkäufe (Land/Region, Auszeichnung, Verkäufe) | Verkäufe |
| ----------------- | ---------------------------------------------------------------------- | -------- |
| Österreich (IFPI) | 3× Platin                                                              | 45.000   |
| Insgesamt         | 3× Platin ·                                                            | 45.000   |